# Николаев (станция)
Никола́ев (укр. Миколаїв, неофиц. Николаев-Пассажирский) — узловая грузопассажирская железнодорожная станция Херсонской дирекции Одесской железной дороги на пересечении линий «Долинская — Николаев-Грузовой» и «Одесса — Херсон».
Расположена в восточной части города Николаева на левом берегу Бугского лимана.
На станции останавливаются поезда дальнего следования и пригородные поезда.

## История
Станция была построена в 1908 году под названием «Водопой», название получила от расположенных неподалёку местностей Старый и Новый Водопой. В 1966 году получила название Николаев-Сортировочный. Современное название — с 1987 года, когда было построено современное здание железнодорожного вокзала и переориентировано движение со станции Николаев-Грузовой.

## Направления
По состоянию на май 2021 года вокзал отправляет и принимает следующие поезда:

### Дальнее следование
| № поезда                 | Маршрут движения   | № поезда                 | Маршрут движения   |
| ------------------------ | ------------------ | ------------------------ | ------------------ |
| 109                      | Херсон — Львов     | 110                      | Львов — Херсон     |
| 121 "Николаев"           | Киев — Николаев    | 122 "Николаев"           | Николаев — Киев    |
| 133                      | Рахов — Николаев   | 134                      | Николаев — Рахов   |
| 141                      | Одесса — Мариуполь | 142                      | Мариуполь — Одесса |
| 187                      | Николаев — Ковель  | 188                      | Ковель — Николаев  |
| 251                      | Харьков — Николаев | 252                      | Николаев — Рахов   |
| 298                      | Николаев — Киев    | 297                      | Киев — Николаев    |
| 375                      | Харьков — Херсон   | 375                      | Херсон — Харьков   |
| 766 "Столичный экспресс" | Киев — Херсон      | 765 "Столичный экспресс" | Херсон — Киев      |

### Пригородное сообщение
| № поезда | Маршрут движения              | № поезда | Маршрут движения              |
| -------- | ----------------------------- | -------- | ----------------------------- |
| 869Ш     | Апостолово - Николаев         | 870Ш     | Николаев - Апостолово         |
| 6002     | Николаев-Грузовой - Колосовка | 6004     | Колосовка - Николаев-Грузовой |
| 6314     | Николаев-Грузовой - Тимково   | 6315     | Тимково - Николаев-Грузовой   |
| 6318     | Николаев-Грузовой - Долинская | 6319     | Долинская - Николаев-Грузовой |
| 6321     | Каховка - Николаев-Грузовой   | 6322     | Николаев-Грузовой - Каховка   |

## Фотографии
- Вокзал станции Николаев
- Вокзал станции Николаев сбоку
- Привокзальная площадь